# ريكاردو دومينغيز
ريكاردو دومينغيز (بالإسبانية: Ricardo Dominguez)‏ مواليد 20 يوليو 1985 في سينالوا، المكسيك، هو ملاكم مكسيكي يصنف ضمن فئة وزن الوسط.

## إحصائيات
خاض خلال مسيرته 41 نزالا، فاز في 32 وتعادل في 2 وخسر في 7. فاز بالضربة القاضية في 20 نزالا.

## روابط خارجية
- ريكاردو دومينغيز على موقع بوكس ريك (الإنجليزية) (registration required)